# Sonam Norbu Dagpo
Sonam Norbu Dagpo, né dans le Dagpo en U-Tsang en 1956 est un homme politique tibétain.

## Biographie
Sonam Norbu Dagpo s'est enfui en Inde en 1962. Scolarisé à l'école centrale tibétaine de Darjeeling, il obtient un baccalauréat et une maîtrise en histoire de l'université de Delhi, ainsi qu'un baccalauréat en éducation de l'université Jamia Millia Islamia de New Delhi et une maîtrise en administration publique de la John F. Kennedy School of Government de l'université Harvard.
De 1975 à 1978, Sonam Dagpo est président du Congrès de la jeunesse tibétaine (TYC) Régional de Delhi, et est élu président du TYC de 1983 à 1986.
Sonam Dagpo a enseigné à la SFF School de Herbertpur de 1980 à 1983.
En 1987, il rejoint l'administration centrale tibétaine (ACT) où il est d'abord chargé de recherche au bureau du dalaï-lama à New Delhi. Il travaille ensuite au secrétariat de Kashag (Cabinet) et au Département de l'information et des relations internationales (DIIR).
En 1991, Sonam Dagpo est nommé membre de la Commission électorale tibétaine pour l'élection de la 11e Assemblée des députés du peuple tibétain.
Entre 1997 et 1998, il est secrétaire du bureau du dalaï-lama à New Delhi. Un an plus tard, il est promu secrétaire suppléant et transféré au DIIR le 9 février 1999. Il est nommé secrétaire aux relations internationales du DIIR en 2004.
En 2009, il rejoint l'Australie en tant que nouveau représentant du dalaï-lama au Bureau du Tibet à Canberra. Le 30 juillet 2014, il a repris ses fonctions de secrétaire aux relations internationales du DIIR.
Sonam Dagpo est nommé porte-parole officiel de l'ACT le 3 septembre 2016.
Sonam Dagpo a été membre du groupe de travail sur les négociations avec la République populaire de Chine. Il a été membre de la délégation du dalaï-lama en Chine de 2002 à 2008.
Sonam Dagpo a aussi été membre des comités d’organisation des cinq conférences du Réseau international pour le Tibet (Dharamsala, Bonn, Berlin, Prague et Bruxelles), ainsi que de membres des comités d’organisation des l'Année internationale du Tibet et la célébration du prix Nobel de la paix pour la paix du dalaï-lama. Sonam Dagpo a également assisté à de nombreuses conférences internationales et nationales sur le Tibet et est membre fondateur du Centre tibétain pour les droits de l'homme et la démocratie et de l'Association des jeunes bouddhistes tibétains.
Sonam Norbu Dagpo, secrétaire du Département de l'information et des relations internationales, de l'ACT a été élu commissaire en chef de la justice de la Commission suprême de justice tibétaine lors d'un vote du 16e Assemblée des députés du peuple tibétain.